# Пам'ятник Єтиму Гурджі
Пам'ятник Ієтіме Гурджі в Тбілісі, в історичному районі Старого міста, на набережній правого берега Кури.
Ієтим Гурджі (Єфим Грузін, справжнє ім'я Арутюн Григорович Агаджанов; 1875-1940) - грузинський народний співак і поет, ашуг, надзвичайно популярний свого часу в місті.

## Історія
Встановлено в 1985, скульптор Д. Мікатадзе, архітектор Ш. Кавлашвілі.